# Distrito de Szerencs
El distrito de Szerencs (húngaro: Szerencsi járás) es un distrito húngaro perteneciente al condado de Borsod-Abaúj-Zemplén.
En 2013 tenía 36 971 habitantes. Su capital es Szerencs.

## Municipios
El distrito tiene una ciudad (en negrita), 2 pueblos mayores (en cursiva) y 13 pueblos (población a 1 de enero de 2012):
- Alsódobsza (319)
- Bekecs (2391)
- Golop (523)
- Legyesbénye (1516)
- Mád (2128)
- Megyaszó (2722)
- Mezőzombor (2378)
- Monok (1558)
- Prügy (2348)
- Rátka (946)
- Szerencs (9100) – la capital
- Taktaharkány (3642)
- Taktakenéz (1243)
- Taktaszada (1878)
- Tállya (1905)
- Tiszalúc (5304)